# Gela Chkvanava
Gela Chkvanava (en georgiano გელა ჩქვანავა; Sujumi, 1967) es un escritor georgiano.

## Biografía
Después de terminar la escuela, Gela Chkvanava fue reclutado en el ejército y asignado a una unidad antimisiles en Leningrado. Después del servicio militar, regresó a su ciudad natal, Sujumi, donde estudió filología en la Universidad Estatal. El conflicto georgiano-abjasio estalló cuando aún era un estudiante, por lo que todo lo que había escrito antes de la guerra fue abandonado en Sujumi y se perdió cuando su casa fue incendiada. Sus posteriores textos datan de 2002 y, desde entonces, sus obras se han publicado en Georgia regularmente; sus cuentos traducidos al ruso han aparecido en Neva y Kreshchatiki, revistas literarias de San Petersburgo.

## Obra
Gela Chkvanava debutó en el mundo literario fue con Colores (კოლორიტები , 2004), colección de relatos por el que obtuvo en 2005 el galardón literario más prestigioso de Georgia, el premio SABA.
Su siguiente novela, Toreadores (კოლორიტები, 2006), cuenta la historia de dos amigos que se ayudan y se apoyan mutuamente intentando sobrevivir a la guerra. El libro refleja la dificultad de mantener la capacidad de compasión mientras se lucha por la supervivencia. Los dos soldados y amigos, Koba y Dato, únicos supervivientes de su compañía, se esfuerzan en atravesar el territorio ocupado sin ser descubiertos.
Chkvanava ha ganado varios premios literarios y es considerado como uno de los mejores escritores georgianos modernos. Este autor refugiado afirma que para él existen dos palabras sagradas: Sujumi y Dzidzaria, la colorida calle colorida en donde vivió, principal inspiración de todas sus obras.